# 内文·哈里森
内文·哈里森（英語：Nevin Harrison，2002年6月2日—），美国女子皮划艇运动员。她曾代表美国参加2020年夏季奥林匹克运动会皮划艇比赛，获得女子单人划艇200米金牌。